# 더 파이브 하트비트
《더 파이브 하트비트》(영어: The Five Heartbeats)는 미국에서 제작된 1991년 뮤지컬 드라마 영화이다. 로버트 타운젠드가 연출과 주연을 맡았고, 로리사 C. 존스 등이 제작에 참여하였다.

## 출연진
- 로버트 타운젠드
- 마이클 라이트
- 리언
- 해리 레닉스
- 티코 웰스
- 트레사 토머스
- 다이앤 캐럴
- 존 캐나다 터렐
- 해럴드 니컬러스
- 호손 제임스
- 로이 페이건
- 존 위더스푼
- 트로이 바이어
- 앤마리 존슨
- 리사 멘디
- 테리사 랜들
- 데버라 레이시
- O. L. 듀크
- 폴 벤저민
- 태미 타운젠드
- 유진 로버트 글레이저
- 티미 로저스
- 에디 그리핀 (크레디트 미기재)
- 지나 러베라 (크레디트 미기재)

## 기타 제작진
- 협력 제작: 코카이 암파, 크리스티나 슈미들린
- 미술: 윈 토머스
- 세트: 수전 레이니, 서마라 셰이퍼
- 의상: 루스 E. 카터